# Église de la Sainte-Trinité de Sarajevo
Pour les articles homonymes, voir Église de la Sainte-Trinité.
L'église de la Sainte-Trinité est située en Bosnie-Herzégovine, sur le territoire de la Ville de Sarajevo. Elle a été construite en 1905 et 1906 et est inscrite sur la liste des monuments nationaux de Bosnie-Herzégovine.